# Galassia nana irregolare
Per galassia nana irregolare si intende una galassia di piccole dimensioni ma simile ad una galassia irregolare.
Sono nane irregolari la Grande e la Piccola Nube di Magellano.

## Elenco di galassie nane irregolari conosciute
- UGC 4879 è una galassia nana irregolare, isolata, situata in direzione della costellazione dell'Orsa Maggiore alla distanza di circa 4 milioni di anni luce.